# John Aloysius Blake
John Aloysius Blake (1º gennaio 1826 – 22 maggio 1887) è stato un politico irlandese.

## Biografia
Si sedette alla Camera dei Comuni del Regno Unito di Gran Bretagna e Irlanda per Collegio della Contea di Waterford, Collegio della Città di Waterford e contea di Carlow.
Blake è stato eletto alle elezioni generali nel Regno Unito del 1857 per Collegio della Città di Waterford militando inizialmente nell'Independent Irish Party per poi passare alle elezioni generali nel Regno Unito del 1859 nel Partito Liberale dove rimase come membro per quella circoscrizione fino al 1869; alle elezioni generali nel Regno Unito del 1880 fu eletto nel Collegio della Contea di Waterford per la Home Rule League; e dopo le elezioni generali nel Regno Unito del 1886 fu eletto senza oppositori per il Partito Parlamentare Irlandese in una elezione suppletiva nello stesso anno nel contea di Carlow, e conservando il seggio anche in una elezione suppletiva l'anno successivo.
Descritto come "uno dei membri più moderati del partito nazionalista irlandese", Blake è stato presidente della Fishery Harbours Commission for Ireland. Si è interessato a questioni di salute mentale, e ha scritto opuscoli sollecitando miglioramenti nel trattamento dei malati mentali.